# Castellnou de la Plana
El Castellnou de la Plana és un edifici de Moià declarat bé cultural d'interès nacional. Està situat al sud de la vila, a la dreta de la riera de Castellnou, a llevant i a prop de la carretera C-59, aproximadament 1 km al sud-est del centre de la vila.

## Història

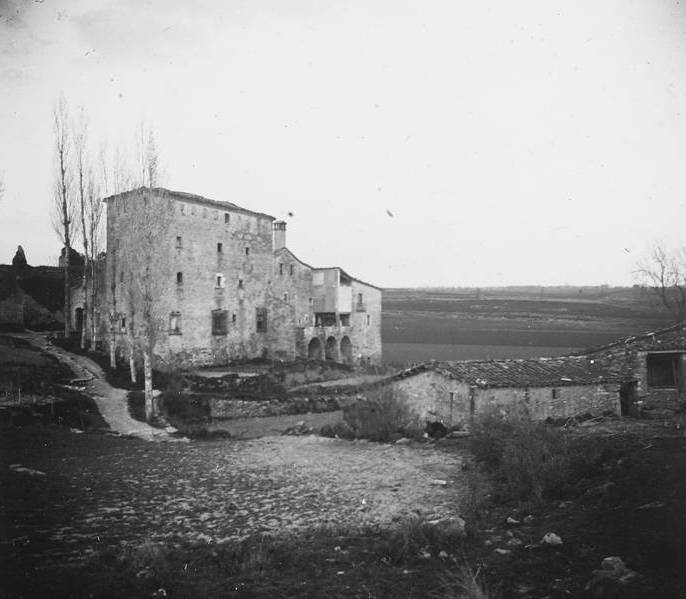
Castellnou l'any 1924

Si bé és documentat des del segle xii, el 1381 l'antiga domus (casa forta) dita de Molins es convertí en castell termenat pel privilegi atorgat per Pere el Cerimoniós (derogat per Martí l'Humà el 1408) a Pere de Planella, que aquell mateix havia comprat a la corona el terme de Moià i el castell de Clarà, que va quedar abandonat, i sens dubte per contraposició, sorgí el nom de «Castell Nou» aplicat a aquest. Els moianesos es rebel·laren contra aquest domini, i el 1384, mitjançant una redempció pecuniària aconseguiren el retorn al domini reial i ésser declarats «carrer de Barcelona». Malgrat això, una bona part del terme restà en poder dels Planella fins al 1408.
El 1538, el Batlle general de Catalunya va concedir a Bernat Joan de Planella-Talamanca i de Marimon la facultat d'usar l'aigua de la riera de Cladelles (actualment de Castellnou). El 1645, a causa de problemes econòmics i de la mala relació que la seva família mantenia des de feia més de dos segles amb els moianesos, Pere de Planella-Talamanca va vendre Castellnou a Josep Barrera i Rovira, negociant de Moià. Aquest s'establí a Barcelona, on seria nomenat ciutadà honrat, títol que heretaria Baltasar Barrera i Bofarull, propietari de Castellnou a la Guerra de Successió.
El 10 de desembre del 1715, el mariscal Feliciano de Bracamonte, comandant de Vic, manà al tinent coronel José de Zuricaray y Pacheco, que es trobava a Moià, que fes «que el posseedor de castel nou demoliesse [la] torre lateral del molino asta la ventana que está sobre la puerta sin perjudicar el molino y [la] torre de la derecha dejando de la acequia de el molino al río sin perjucio de la cassa, y quitase los matacanes, tronera y muralla quesse allan en lo demás del castillo», i que, en cas de no complir-ho, hi enviaria enginyers per a fer-ho. El 8 de març de 1716, el mestre de cases Josep Duran i Britjà certificà davant notari que Baltasar Barrera li havia pagat 59 lliures i 1 sou per «demolir la torra del molí fins a la fínestra que és sobre lo portal y la torra que és a mà dreta baxant de la bassa del molí; llevar los matacans, troneras y demés que trobavan en lo Castell, y tornar a cubrir ditas torras». Per aquest motiu es gastaren 350 teules.
El 1744, la seva néta Maria Josepa de Barrera i Prat de Sant Julià es va casar amb Josep Ignasi d'Alòs i de Soldevila, fill de Josep Francesc d'Alòs i de Rius, primer marquès de Puerto Nuevo, títol que avui en dia sostenen els seus propietaris, els quals conserven al seu arxiu els documents referents a la casa.

## Descripció
És un edifici de planta irregular articulat segons tres cossos: el primer format per l'antic molí del segle x; el segon pel mas pròpiament dit, dels segles xii-xiv en el qual destaquen les presons i aljub en el nivell inferior i les finestres situades a la façana sud, amb caps enfrontats esculpits a la pedra (exemplars que recorden molt els de la Serradora). El tercer cos, del segle xvi, és dedicat a dependències i annexes de la casa actual.
Els tres cossos citats formen un corraló orientat a ponent i tancat per una construcció de pedra que constitueix una mena de fortificació. A l'estable, ran de terra i prop de la terra, hi ha una feixuga làmina de ferro que, destapant-la del sòl, dona a una sòrdida estança, que pogué servir de presó. L'aljub o cisterna que es troba sota l'edificació es considera el més gran de la Espanya cristiana medieval, amb una capacitat de 450 m³.